# Mistificazione (racconto)
Mistificazione (Mystification) è un racconto di Edgar Allan Poe. Fu pubblicato sul periodico American Monthly Magazine nel giugno del 1837 con il titolo Von Jung, the Mystific (traducibile con Von Jung, il mistificatore). Il titolo attuale comparve per la prima volta sul Broadway Journal del 27 dicembre 1845 e nell'occasione di questa ristampa Poe firmò il racconto con lo pseudonimo di Littleton Barry.

## Trama
Il narratore, M.P., aveva già conosciuto bene il barone Ritzner Von Jung, di nobile famiglia ungherese, tre anni prima di ritrovarlo nell'università a G...n. Nell'ambiente accademico tutti restano impressionati dalla solennità e dal fascino che il nobiluomo emana. Questi acquisisce presto un grande ascendente su tutti gli universitari che lo considerano l'uomo più degno di attenzione del mondo, seppure non esista nessuna ragione fondata di tale giudizio. Durante l'epoca in cui il barone Von Jung soggiorna lì sembra proprio che il dolce far niente gravi su tutta l'università di G...n. Gli studenti non fanno altro che bere, mangiare e spassarsela e le baldorie sono frequenti e mai vuote di accadimenti. 
Una sera, nella stanza del barone si ritrovano in circa una decina e discutono animatamente mangiando e bevendo fino all'alba: della bellezza dell'etica, delle etichette cavalleresche e del senso dell'onore. Von Jung, che all'inizio della serata era rimasto insolitamente taciturno e pensoso, a un certo punto sembra riscuotersi dall'apatia e prende autorevole parte al dibattito con ardore e slancio tanto da accattivarsi un grande entusiasmo dei presenti, disorientando all'inizio anche l'amico e narratore M.P. che in cuor suo sa bene che il barone disprezza la fanfaronesca etichetta dei duelli e finge invece adesso che sia la sua grande passione. Johan Hermann, uno dei presenti, si era dimostrato il più interessato al discorso e inoltre vantava la perfetta conoscenza dell'etichetta del duello e del senso dell'onore, essendo questi argomenti la sua passione; inoltre si era fatto una reputazione di grande duellante lì a G...n. Hermann, allora, controbatte alcune affermazioni di Von Jung finché un disaccordo di opinioni col barone non lo porta ad attaccarlo verbalmente, seppur entro i canoni della cavalleria. Von Jung, fingendo (che finga se ne può accorgere solo l'amico e narratore M.P.) un'ira irrefrenabile fa mettere Hermann dinanzi a uno specchio che lo rifletta, e vi lancia contro una caraffa piena di vino, mandandolo in frantumi. A questo punto i conviviali sbalorditi e imbarazzati, si congedano. Quando Hermann esce dalla stanza, il barone sussurra a M.P. di seguirlo. 
Johan, afferrando per il braccio il narratore, lo porta nella propria camera e qui consulta libri in tema di duello e gli legge ad alta voce quali offese e quali contesti giustificassero un duello, perché era dubbioso su come procedere data la natura peculiare dell'affronto ricevuto dal barone. Mentre Johan legge, il narratore si trattiene a fatica dal ridergli in faccia, perché M.P. ritiene che gli argomenti del duello siano stupidi e inutili e inoltre sa che il barone fingeva sia di esserne estremamente interessato, sia di essere risentito contro Hermann. Infine Johan, nel libro "Duelli Lex scripta, et non; aliterque." scritto in latino maccheronico da tale Hédelin, trova la risposta alle sue domande. Hermann scrive allora una lettera a Von Jung e gliela fa portare da M.P.. La lettera pone il barone di fronte a un bivio: fornire delle spiegazioni sull'accaduto o accettare la sfida a duello. Dopo aver letto la lettera di Johan, Von Jung, a sua volta, gli scrive una lettera di risposta suggerendogli che avrebbe potuto trovare tutte le spiegazioni e i chiarimenti necessari consultando il nono paragrafo del capitolo: "Iniuriae per applicationem, per constructionem, et per se" contenuto nel libro "Duelli Lex scripta, et non; aliterque." di Hédelin. Così la lettera di risposta scritta dal barone viene recapitata a Hermann tramite il narratore M.P.. Johan va subito a consultare il nono paragrafo di quel capitolo e si reputa pienamente soddisfatto della risposta e pacificato con il barone Von Jung. 
Quando, infine, M.P. chiede spiegazioni al barone, questi gli confessa che proprio lui aveva fatto finire il trattato di Hédelin tra le carte di Hermann. Il barone Von Jung, durante la discussione che avevano intrattenuto quella sera a cena nella propria stanza, aveva notato quanto Johan considerasse importanti gli insegnamenti di quel libro, e aveva portato avanti la burla. Il paragrafo in questione, pur presentando un linguaggio argutamente disposto in modo da sembrare intelligente e profondo, non aveva in realtà alcun significato, ma Hermann avrebbe preferito morire mille volte piuttosto che ammettere la sua incapacità di comprendere un testo in tema di duello.

## Edizione di riferimento
- Mistificazione (trad. Elio Vittorini), in E. A. Poe, Opere scelte (a c. di Giorgio Manganelli), Milano, Arnoldo Mondadori, 1971, pp. 194-203.